# 施特拉勒格
施特拉勒格是奥地利施蒂利亚州魏茨县的一个市镇。总面积41.97平方公里，总人口2002人，人口密度47.7人/平方公里（2005年）。